# 고비숨베르주

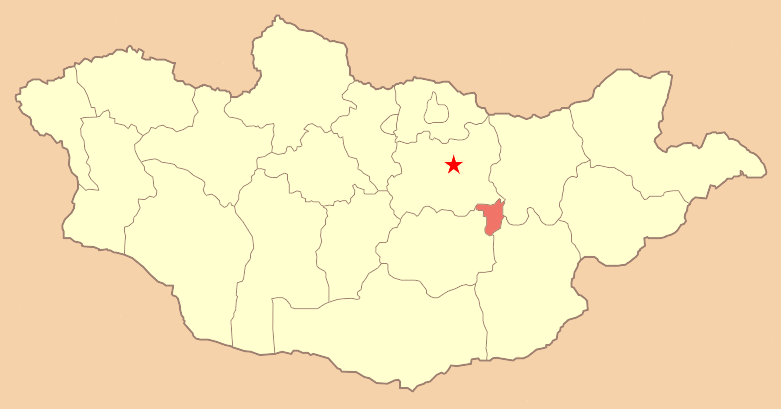
고비숨베르 주의 위치

고비숨베르주(몽골어: Говьсүмбэр)는 몽골 중부에 위치한 주로 주도는 처이르이며 면적은 5,541.80km2, 인구는 13,240명(2011년 기준)이다. 주 이름은 고비 사막과 수미산에서 유래된 이름이다.